# Syndroom van Godot
Het syndroom van Godot is een verschijnsel uit de psychiatrie. Het is een vorm van angststoornis waarbij de persoon zich ernstige zorgen maakt over gebeurtenissen in de (nabije) toekomst. De angst en spanning worden voornamelijk geuit door het doorlopend stellen van vragen over deze gebeurtenissen. Het aanhoudende karakter van de aandoening kan leiden tot spanning met de omgeving.
Het syndroom doet zich vaak voor bij dementiepatiënten.
De term werd in de jaren tachtig voor het eerst gebruikt door Barry Reisberg c.s. bij het opstellen van hun beoordelingssysteem voor dementie en is genoemd naar het toneelstuk Wachten op Godot van Samuel Beckett.